# Pila de zinc-carboni

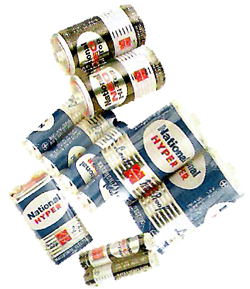
Piles de zinc-carboni de diferents mides.

Una pila de zinc-carboni és un tipus de pila seca que va ser desenvolupada a partir de la cel·la electroquímica o pila humida Leclanché.  Està formada per un recipient extern de zinc que serveix com a contenidor i terminal o pol negatiu en l'interior es troba el terminal positiu, que és generalment una barra de carboni o una barra de grafit envoltada per una barreja de diòxid de manganès, negre d'acetilè i pols de carboni. El electròlit utilitzat és una pasta de clorur de zinc i de clorur d'amoni dissolt en aigua. Les piles de clorur de zinc són una versió millorada de l'original versió que contenia clorur d'amoni. Les piles de zinc-carboni són les piles menys costoses i, per tant, una opció freqüent per als fabricants de dispositius, quan es venen amb bateries incloses. En general, són etiquetades com piles o bateries d'ús general. Poden ser utilitzades en comandaments per control remot, llanternes, rellotges, o radiotransistors, sempre que el consum d'energia no sigui massa gran.

## Cel·la primària

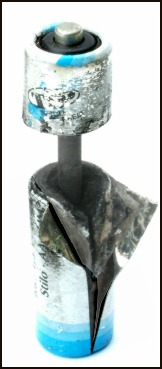
Pila de zinc-carboni-manganès, mostrant la seva estructura interna.

Una pila seca de zinc-carboni es descriu com una cel·la o cel·la primària, perquè, "quan es descarrega" o millor dit, s'esgoten els reactius que conté, no està dissenyada per ser recarregada i ha de ser rebutjada. En alguna ocasió s'han comercialitzat dispositius per regenerar una pila de zinc-carboni parcialment esgotada, aplicant un corrent invers com si fos una cel·la secundària o bateria recarregable. No obstant això els efectes d'aquests dispositius només eren temporals i podien causar fuites o explosions de manera que no s'han d'utilitzar. Les piles de zinc-carboni són molt propenses a fuites perquè l'ànode és el contenidor i es deteriora durant el seu ús. La primera bateria de zinc-carboni va ser dissenyada a Selsdon, Croydon, un suburbi de Londres el 1834.

## Reaccions químiques
El contenidor d'una pila seca de zinc-carboni és un recipient metàl·lic de zinc. Aquest conté una capa de pasta aquosa de clorur d'amoni, NH4Cl, amb clorur de zinc, ZnCl2, separada per una capa de paper d'una barreja de pols de carbó i òxid de manganès (IV) (MnO2), que està al voltant d'una vareta de grafit.

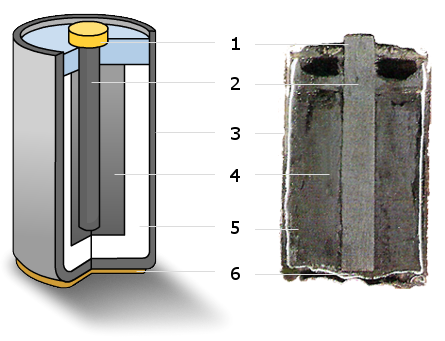
Secció transversal d'una pila de zinc-carboni:
1 - Botó metàl·lic superior (+).< br/> 2 - Barra de carboni (elèctrode positiu)
3 - Atuell de zinc (elèctrode negatiu)
4 - òxid de manganès (IV)
5 - pasta humida de clorur d'amoni (electròlit)
6 - Base metàl·lica (-).

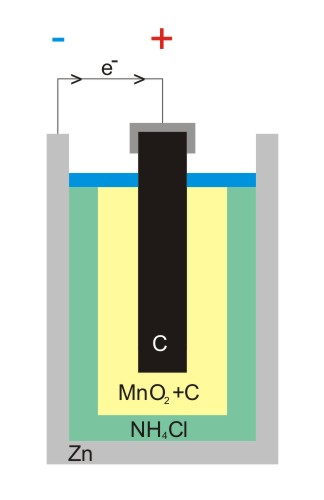
Esquema d'una pila de zinc-carboni.

1 - En una pila seca, l'envàs exterior de zinc és el pol negatiu. El zinc s'oxida segons la següent semireacció.
Pol Negatiu  -  (Ànode - Oxidació):
{\displaystyle \mathrm {Zn_{(s)}\rightarrow Zn_{(aq)}^{2+}+2e^{-}} }
2 - Una vareta de grafit envoltada per un pols que conté òxid de manganès (IV) és el pol positiu. El diòxid de manganès es barreja amb pols de carboni per augmentar la conductivitat elèctrica. En aquest mitjà de reacció, el manganès es redueix d'un estat d'oxidació de (+4) a (+3). La semireacció és la següent:
Pol Positiu + (Càtode - Reducció):
{\displaystyle \mathrm {2MnO_{2(s)}+2\ H_{3}O_{(aq)}^{+}+2e^{-}\rightarrow 2\ MnO(OH)_{(s)}+2\ H_{2}O_{(l)}} }
3 - Reposició dels ions hidroni i formació d'amoníac, a partir de l'electròlit de clorur d'amoni.
{\displaystyle \mathrm {2\ NH_{4(aq)}^{+}+2\ H_{2}O_{(l)}\rightarrow 2\ NH_{3(aq)}+2\ H_{3}O_{(aq)}^{+}} }
4 - Les molècules resultants d'amoníac actuen com lligands formant un complex de l'ió zinc (II), l'ió diaminzinc (II):
{\displaystyle \mathrm {Zn_{(aq)}^{2+}+2\ NH_{3(aq)}\rightarrow [Zn(NH_{3})_{2}]_{(aq)}^{2+}} }
5 - Aquest complex reacciona amb els ions clorur, Cl  - , del clorur d'amoni:
{\displaystyle \mathrm {[Zn(NH_{3})_{2}]_{(aq)}^{2+}+2\ Cl_{(aq)}^{-}\rightarrow [Zn(NH_{3})_{2}]Cl_{2(s)}} }
L'equació general resultant és:
{\displaystyle \mathrm {Zn+2\ MnO_{2}+2\ NH_{4}Cl\rightarrow 2\ MnO(OH)+[Zn(NH_{3})_{2}]Cl_{2}} }

### Mecanisme concurrent
Hi ha altres possibles reaccions concurrents pel que de vegades el pas 2 (reducció del manganès) es pot escriure com:
{\displaystyle 2\ {MnO_{2}}_{(s)}+{H_{2}}_{(g)}\longrightarrow {Mn_{2}O_{3}}_{(s)}+{H_{2}O}_{(l)}}
on l'H  2  prové del NH +  4 (aq)  segons la reacció:
{\displaystyle 2\ {{NH_{4}}^{+}}_{(aq)}+2\ e^{-}\longrightarrow {H_{2}}_{(g)}+2\ {NH_{3}}_{(aq)}}
i finalment el NH  3  es combina amb el Zn  2+, el que condueix a l'equació general, molt semblant al procés abans descrit ja que el manganès també té estat de oxidació +3:
{\displaystyle Zn_{(s)}+2\ {MnO_{2}}_{(s)}+2\ {{NH_{4}}^{+}}_{(aq)}\longrightarrow {Mn_{2}O_{3}}_{(s)}+{{[Zn(NH_{3})_{2}]}^{2+}}_{(aq)}+H_{2}O_{(l)}}
La bateria té una força electromotriu, fem, de ε = 1,5 V. El valor aproximat de la força electromotriu està relacionat amb la complexitat de la reacció catòdica de reducció del manganès. La semireacció de l'ànode (zinc) és relativament simple amb un potencial de reducció conegut. Side Reactions and depletion of the active chemicals increase the internal resistance of the battery, and this causes the EMF to drop. Les reaccions secundàries i l'esgotament de les substàncies químiques actives augmenta la resistència interna de la bateria, i això fa que la força electromotriu disminueixi.

## Tensió de treball i durada
| Hores d'ús per dia  | Durada total |
| ------------------- | ------------ |
| Dues hores al dia   | 110 h        |
| Quatre hores al dia | 105 h        |
| Vuit hores al dia   | 82 h         |
| 24 hores al dia     | 66 h         |

Les piles de zinc-carboni estan dissenyades per a consums intermitents. En funció d'això s'obtindran diferents durades segons la intensitat de corrent produïda, el que afectarà a la tensió de treball (voltatge en borns durant el funcionament o descàrrega).
- Si la intensitat és elevada, la durada serà petita i el voltatge cau amb rapidesa.
- Si la intensitat és baixa, funcionarà durant més temps amb menor caiguda de tensió.

Això és degut al fet que cal donar temps a que es difonguin els reactius i productes dins de la pila ia una acció correcta del despolaritzador.

## Fuites

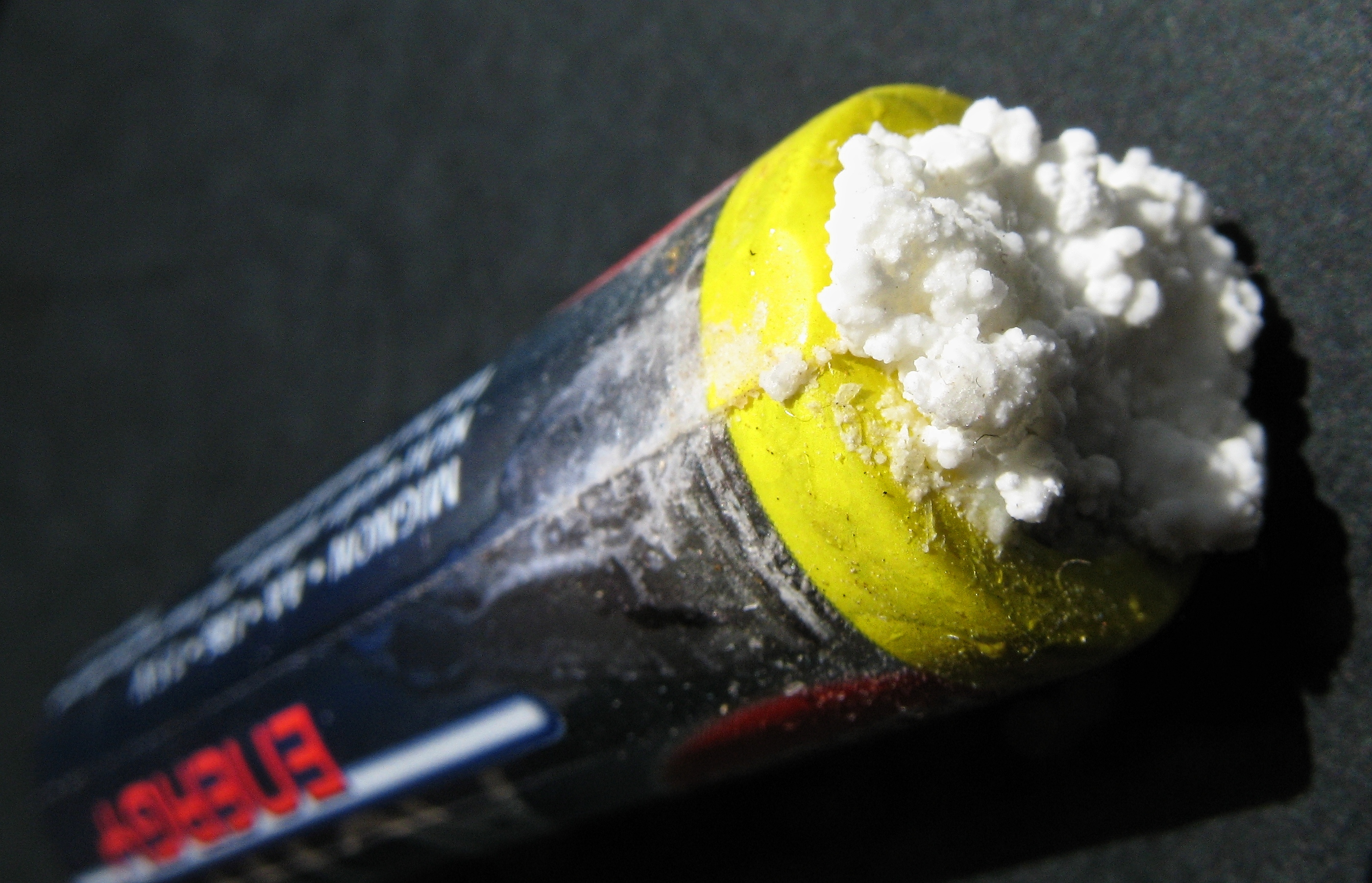
Fuga d'electròlit i posterior cristal·lització del mateix en una pila seca.

Quan la pila seca s'ha utilitzat durant un cert temps, el contenidor de zinc es torna més prim, perquè el metall de zinc s'oxida a ions zinc (II) solubles. Quan el contenidor de zinc s'aprima prou, el clorur de zinc comença a sortir de la bateria. Una pila seca vella no és estanca i no s'ha de deixar dins d'un dispositiu elèctric ja que pot danyar-lo. Una vegada que s'estableixen fugues, la pila es torna molt enganxosa a causa de la pasta humida que s'escapa a través dels forats en el recipient de zinc o pel tancament amb la tapa superior. La vida útil d'aquestes piles o bateries és curta, amb una vida útil d'uns 1,5 anys.
La carcassa de zinc que envolta la pila seca es va aprimant a poc a poc, fins i tot quan no s'està utilitzant. Això és degut al fet que el clorur d'amoni que hi ha dins de la pila és àcid, i reacciona amb el zinc.

## Pila de clorur de zinc
La pila de clorur de zinc és una millora sobre l'original pila de zinc-carboni, utilitzant productes químics purs que li donen una vida més llarga i la producció d'una tensió o voltatge més constant, quan s'utilitza. Aquestes piles són sovint comercialitzades com amb l'etiqueta "Heavy Duty", per diferenciar-les de les piles convencionals de zinc-carboni "per a usos generals". Això ha estat una font de confusió per al consumidor després de la introducció de piles alcalines, que duren més que les de clorur de zinc. En lloc d'una barreja de electròlits que contenen gran part de NH  4  Cl, la pila de clorur de zinc només conté pasta de ZnCl  2 .
La reacció del càtode és, doncs, una mica diferent, perquè ja no hi són presents els ions amoni:
{\displaystyle \mathrm {MnO_{2(s)}+H_{2}O_{(aq)}+e^{-}\rightarrow MnO(OH)_{(s)}+OH_{(aq)}^{-}} }
i la reacció general:
{\displaystyle \mathrm {Zn_{(s)}+2\ MnO_{2(s)}+ZnCl_{2(aq)}+2\ H_{2}O_{(l)}\rightarrow 2\ MnO(OH)_{(s)}+2\ Zn(OH)Cl_{(aq)}} }

## Terminologia
Les paraules ànode i càtode poden ser molt confuses. En les cel·les electrolítiques, l'ànode es refereix al pol positiu ja que tots els anions (ions negatius) migraran cap al ànode que es descarrega de forma selectiva, mentre que el càtode és el pol negatiu, perquè els cations (ions positius) es mouran cap al càtode per ser selectivament descarregats. Mentrestant, per a les piles voltaiques o generadors electroquímics (piles o bateries), l'ànode i el càtode tenen diferent polaritat que a la cel·les electrolítiques, és a dir, l'ànode és el pol negatiu, mentre que el càtode és el pol positiu. Això es deu a la teoria que afirma que tots els ànodes són els terminals que se sotmeten a l'oxidació o l'alliberament d'electrons, i tots els càtodes són els terminals que se sotmeten a la reducció.